# Barbacenia conicostigma
Barbacenia conicostigma là một loài thực vật có hoa trong họ Velloziaceae. Loài này được Goethart & Henrard miêu tả khoa học đầu tiên năm 1937.